# Legio XV Apollinaris
A Legio XV Apollinaris ("Apolló 15. légiója") egy római légió volt, amelyet valószínűleg Octavianus alapított. Fennállásának nagy részében Cappadocia provinciában védte a birodalom keleti határát. Jelvénye feltehetően Apollo vagy az isten egyik jelképe, a griff volt.

## Története

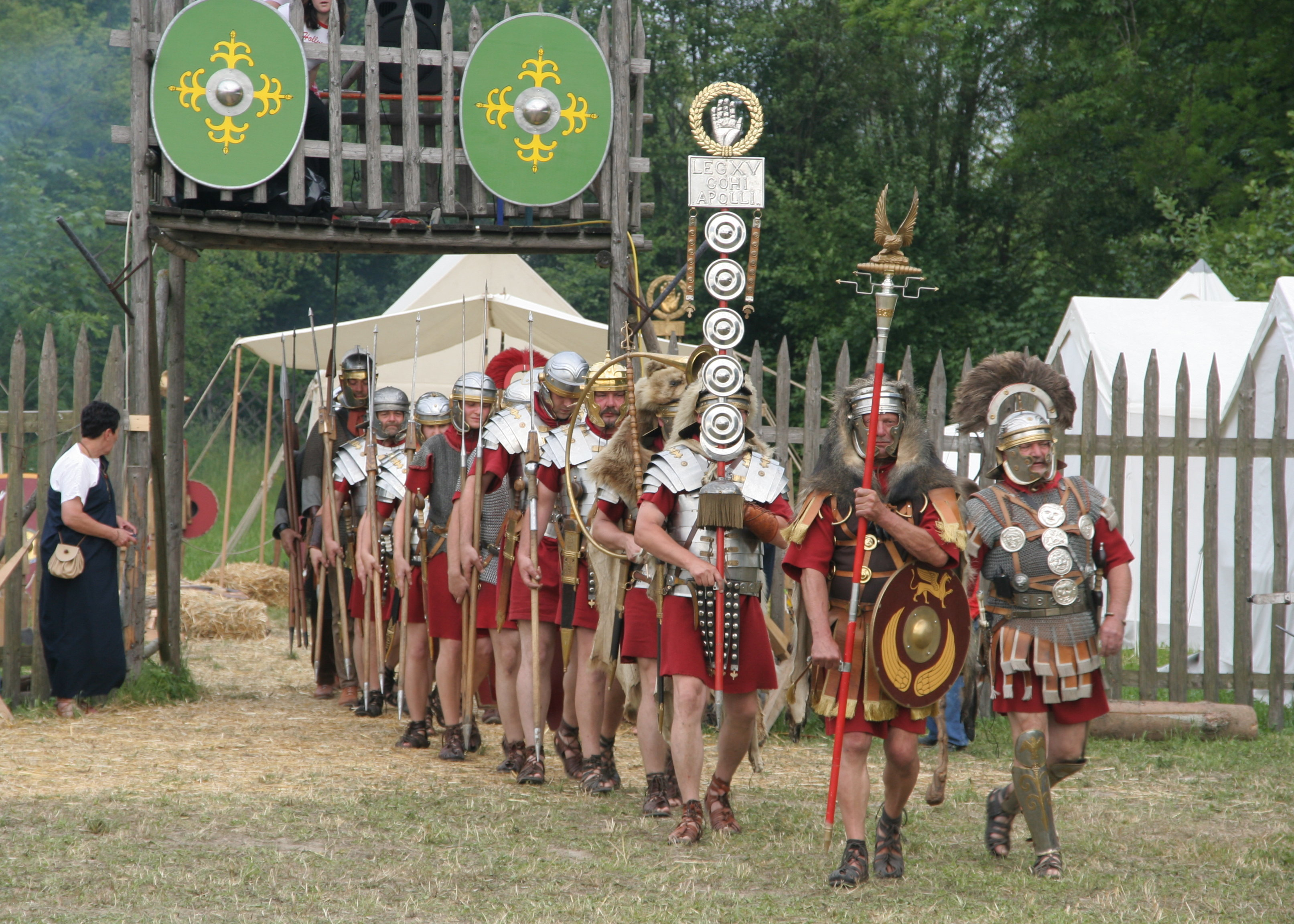
A Legio XV Apollinaris katonáit megszemélyesítő hagyományőrzők

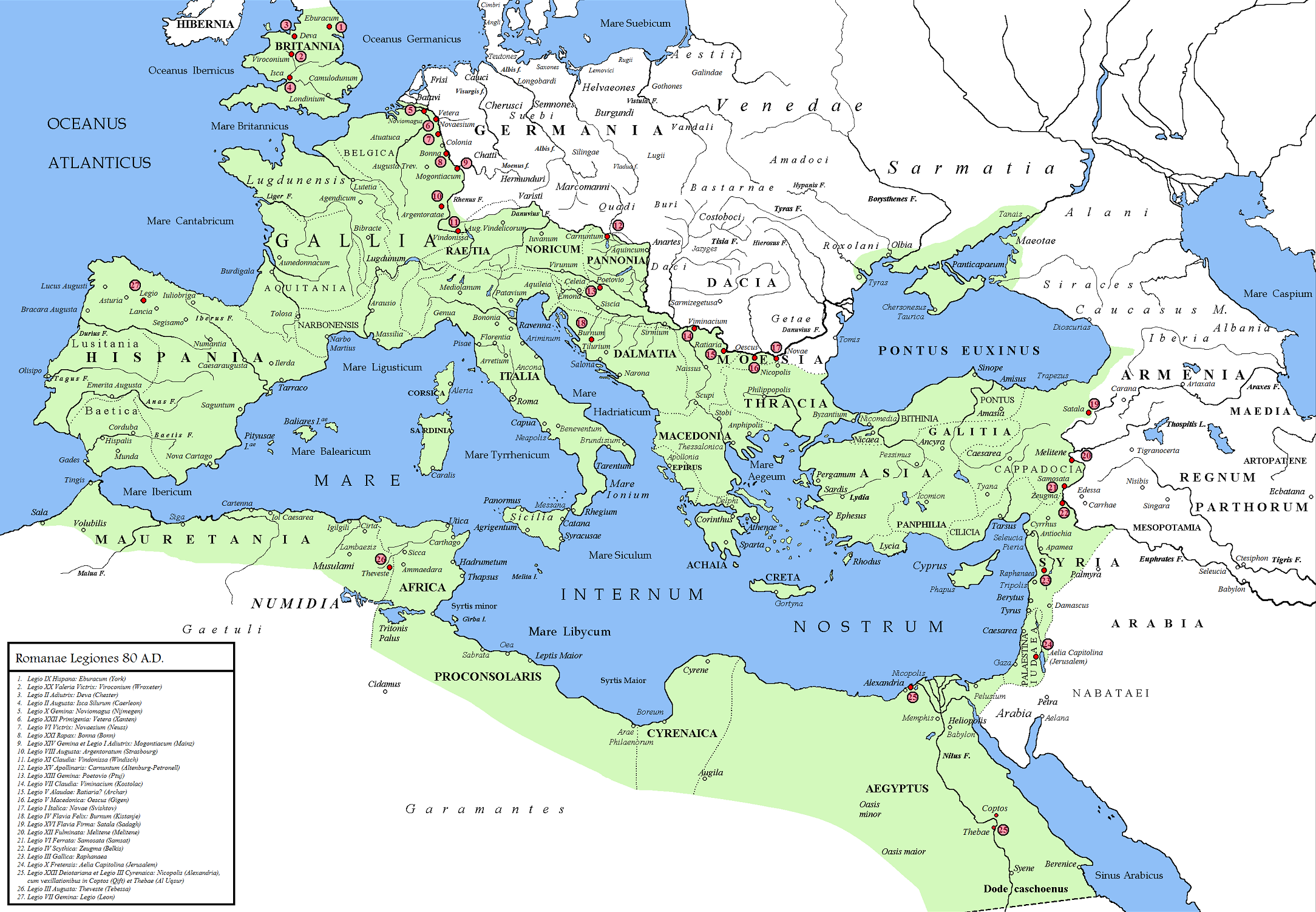
A római légiók elhelyezkedése i. sz. 80-ban

Lehetséges, hogy az egység azonos azzal a 15. légióval, amelyet Caesar alapított i. e. 53-ban és amelyet Titus Labienus készített fel, harcolt Gallia Cisalpinában a tapodes törzs ellen, majd 50-ben átkerült a szenátus felügyelete alá. Aquileiában állomásozott, aztán Capuába küldték. Mikor Caesar bevonult Itáliába, a légió melléállt. Africába küldték, ahol 49/48 őszén megsemmisült. 
Ezután talán újjászervezték, de valószínűbb, hogy a később Apollinarisként ismert légiót Caesar örököse, Octavianus alapította 41-ben vagy 40-ben, aki akkor a Szicíliát megszálló és Róma gabonaellátását veszélyeztető Sextus Pompeius ellen szervezett hadsereget. Octavianus választhatta az egység nevét is, mert az istenek közül elsődlegesen őt tisztelte. 
Pompeius i. e. 36-os bukását követően a 15. légiót feltehetően Illyricumba küldték, ahol ekkor Octavianus az illír törzsek ellen viselt hadat. Ezt követően kitört a Marcus Antoniusszal vívott polgárháború, amit a 31-es actiumi csata döntött el. A győztes Octavianus a mediterrán világ vitathatatlan urává vált és felvette az Augustus nevet. 
Az actiumi veteránokat az itáliai Atestében telepítették le, a XV Apollinarist pedig ismét Illyricumba vezényelték és itt is maradt negyven évig (talán Siscia vagy Emona erődjében, bár közvetlen bizonyíték nem áll rendelkezésünkre). Lehetséges hogy egy időre átküldték Hispániába a cantaberekkel vívott háború miatt, de i. sz. 6-ban bizonyosan Illyricumban tartózkodott. Ebben az évben Tiberius legalább nyolc légiót (VIII Augusta Pannóniából, XV Apollinaris, XIV Gemina és XX Valeria Victrix Illyricumból, XXI Rapax Raetiából, XIII Gemina és XVI Gallica Germania Superiorból, valamint egy ismeretlen egység) vezetett a markomannok ellen a mai Csehország területére. Ugyanekkor a I Germanica, V Alaudae, XVII, XVIII és XIX légiók az Elba felől támadtak. Ez lett volna a legnagyszabásúbb hadművelet, amelyet a római hadsereg valaha is végrehajtott, de egy pannóniai felkelés megakasztotta. A lázadás leverésében a XV Apollinaris is részt vett.
I. sz. 9-ben a teutoburgi csatában a germánok megsemmisítettek három légiót. A helyük betöltésére átrendezték határvédelmet és a 15. légió a pannoniai Ljubljanába és/vagy Vindobonába (ma Bécs) került. Augustus 14-es halálakor valószínűleg már a Vindobona melletti Carnuntum erődjében állomásozott. 
54-ben Nero császár a pártusok ellen küldte Domitius Corbulo hadvezért. Bár a harcokat közvetlenül a III Gallica, IV Scythica, VI Ferrata, X Fretensis és a XII Fulminata vívta, 62-ben vagy 63-ban a XV Apollinarist is Syriába küldték, feltehetően a provincia védelmére vagy az akkor elfoglalt Örményország megszállására. Carnuntumban a X Gemina váltotta.
A pártus háború után az egység rövid ideig Alexandriában állomásozott. 66-ban kitört a zsidó háború. A leendő Titus császár által vezetett 15. légió fontos szerepet játszott a konfliktusban. Többek között 67-ben megszállta Jotopata városát, ahol foglyul ejtették azt a zsidó vezért, aki később Iosephus Flavius néven vált híres történetíróvá. A Legio V Macedonicával együtt a nyugati frontot biztosították, míg a Legio X Fretensis a Jordán völgyében harcolt. 
68-69-ben a háború leállt, mert a főparancsnokot, Vespasianust (Titus apját) császárrá kiáltották ki és a nélkülözhető csapatokkal együtt Rómába ment. 70-ben Titus folytatta a hadműveleteket és elfoglalta Jeruzsálemet. 70/71 telét a légió az Eufrátesz-menti Zeugmában töltötte, 71-ben pedig visszaküldték Carnuntumba. Útközben Cappadociában helyi újoncokkal töltötték fel sorait. Carnuntumban újjáépítették az erődöt. 
A 15. légió alegységei részt vettek Domitianus és Traianus dák háborúiban. 86-ban a dákok betörtek a birodalomba és megfutamították a Moesiát védő erőket. Két évvel később Tettius vezetésével kilenc légió (köztük a XV Apollinaris) tört be a dák királyságba és Tapaenél legyőzték Decebalus királyt. A győzelmet azonban Lucius Antonius Saturninus germaniai kormányzó lázadása miatt nem tudták kihasználni. Később, 101-106 között Traianus fejezte be a dák állam elpusztítását, megszervezve Dacia provinciát. 
115-ben Traianus a Pártus Birodalom ellen indított háborút. A XV Apollinarist is keletre küldték és részt vett a mezopotámiai harcokban; ebben a Legio XXX Ulpia Victrix is segítette. Bár kezdetben sikerült megszállniuk egész Mezopotámiát, ezután felkelések törtek ki és a pártusok ellentámadásokat indítottak. Traianus ezek leküzdése közben megbetegedett és meghalt; a trónon Hadrianus követte, aki azonnal békét kötött. 
A 15. légió keleten maradt, a Felső-Eufrátesz mentén fekvő, északkelet-cappadociai Satalában, az örmény határnál jelölték ki állomáshelyét. Egyes alegységei állandó jelleggel Trapezusban és Ancyrában tartózkodtak.

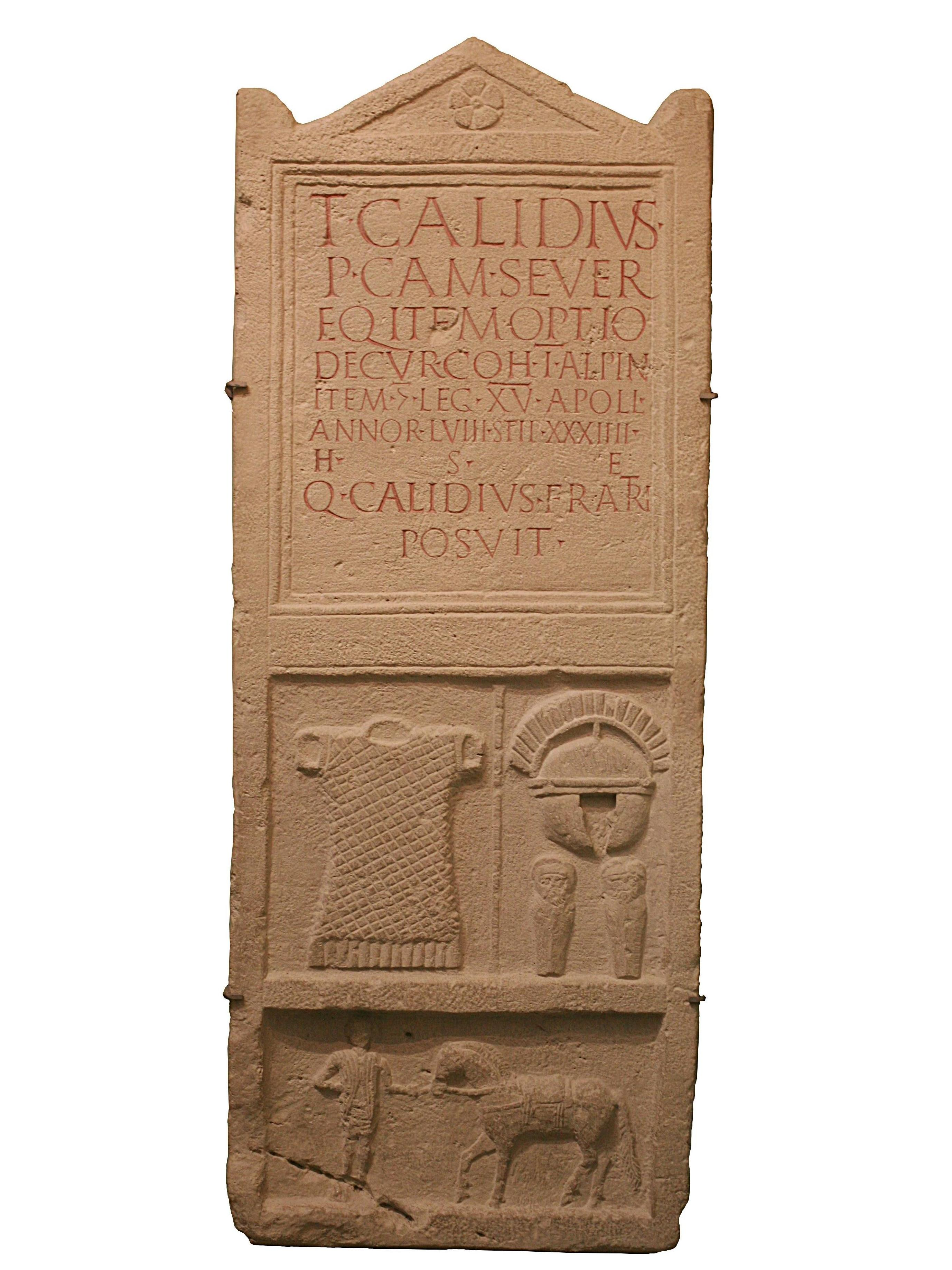
A 15. légió centuriójának, Titus Calidiusnak sírköve Carnuntumban

134-ben a nomád alánok átkeltek a Kaukázuson és betörtek Kis-Ázsiába. Arrianus cappadociai kormányzó a XV Apollinaris és XII Fulminata segítségével visszaverte a támadásukat. 
162-166-ban a légió részt vett Lucius Verus pártus hadjáratában. Katonái (a XII Fulminata alegységével közösen) elfoglalták az örmény fővárost, Artaxatát. Egy alegysége még Commodus idejében (180-192) is Örményországban tartózkodott, de a főerő visszatért Satalába. 175-ben Avidius Cassius fellázadt Marcus Aurelius ellen, de a Publius Martius Verus vezette légió hű maradt a császárhoz; ezért megkapta a kitüntető Pia Fidelis ("hűséges és lojális") melléknevet. 
A 2. század végén szinte bizonyosan részt vett Septimius Severus császár pártus hadjárataiban (194-ben és 197-198-ban), melynek végén elfoglalták és kifosztották a pártus fővárost, Ktésziphónt. A későbbiekben is részt vettek a keleti háborúkban, mint például Caracalla 217-es pártus hadjáratában vagy Severus Alexander akciójában a pártusokat felváltó Szászánidák ellen. A Szászánidák 230-ban betörtek a birodalomba és Emesában ellencsászárt állítottak, de Severus Alexandernek sikerült helyreállítania a rendet. 244-ben ismét kitört a háború, de a római előrenyomulást megakasztotta III. Gordianus halála. Az őt követő Philippus Arabs békét kötött a perzsákkal. 
A legrosszabb csak ezután következett. A perzsák 256-ban elfoglalták Satalát és 258-ban kifosztották Trapezust. A visszatámadó rómaiakat 260-ban legyőzték és elfogták Valerianus császárt. A hadifoglyokat rabszolgamunkára fogták be, a mai Sustarnál építettek hidat.
Ezt követően a palmyrai Odaenathus (261-267), majd Diocletianus (284-305) sikerrel vette fel a harcot a Szászánidákkal és 298-ban elfoglalták Észak-Mezopotámiát. A hadműveletekben biztosan részt kapott a 15. légió is, de ezek részleteit nem ismerjük. 
Az 5. század elején még biztosan Satalában tartózkodott, Trapezus védelmét azonban ekkor már átvette a Legio I Pontica.